# Candona paraohioensis
Candona paraohioensis är en kräftdjursart som beskrevs av Staplin 1963. Candona paraohioensis ingår i släktet Candona och familjen Candonidae. Inga underarter finns listade.